# Teško ubojstvo
Teško ubojstvo je čin lišavanja života druge osobe izveden s namjerom, protivno pravu, i na posebno okrutan ili podmukao način. U hrvatskom kaznenom pravu to je najteži oblik ubojstva i kažnjava se zatvorskom kaznom ne kraćom od deset godina ili kaznom dugotrajnog zatvora.(čl. 111) Njime se kvalificiraju ubojstva osoba posebno ranjivih zbog dobi, tjelesne ili duševne smetnje ili trudnoće, ubojstva prethodno zlostavljanih bliskih osoba, ubojstva iz koristoljublja, mržnje i bezobzirne osvete, ubojstva radi skrivanja drugog kaznenog djela te ubojstva službenih osoba u vezi s obavljanjem njihove dužnosti. 
Često se za klasifikaciju ubojstava uzima u obzir stanje svijesti ubojice te zlonamjernost motiva i predumišljaj. Ubojstva bez namjere ili posebnih okolnosti klasificiraju se samo kao ubojstva i kažnjavaju kaznom zatvora od najmanje pet godina.(čl. 110) Kada je usmrćenje uslijedilo nakon prethodnog napada usmrćenoga koji je doveo do jake razdraženosti i patnje ubojice, radi se o djelu usmrćenja.(čl. 112) Ono se kažnjava zatvorom od jedne do deset godina. Usmrćenjima se klasificiraju i ubojstva djece počinjena od majki pod duševnim opterećenjem nakon poroda, uz zatvorsku kaznu od pola do pet godina, i ubojstva iz samilosti prema teško bolesnim osobama s kaznom zatvora do tri godine. U posebnu kategoriju spadaju i ubojstva iz nehaja koja se u hrvatskom zakonodavstvu kažnjavaju zatvorom od pola do pet godina.(čl. 113)
██ 0–1
██ 1–2
██ 2–5
██ 5–10
██ 10–20
██ >20
U većini društava teško se ubojstvo smatra vrlo ozbiljnim kaznenim djelom pa počinitelj biva osuđen na strogu kaznu sa svrhom odmazde, izolacije zbog mogućnosti ponovnog počinjenja, i odvraćanja drugih od počinjenja sličnih djela. Osim dugotrajne zatvorske kazne, neka društva dosuđuju i doživotni zatvor pa i smrtnu kaznu.
Prema izvješću Svjetske zdravstvene organizacije iz 2002. godine, svakih 60 sekunda jedna osoba u svijetu biva ubijena: procjenjuje se da je 2000. godine u svijetu ubijeno 520.000 ljudi. Dvije petine ubijenih su mladi od deset do trideset godina koje su ubili drugi mladi ljudi. Učestalosti ubojstava uvelike se razlikuju među zemljama i društvima. U razvijenim zapadnim društvima teška ubojstava su u većini zemalja bila u znatnom padu tijekom dvadesetog stoljeća pa se sada godišnje broje do četiri ubojstva na 100.000 stanovnika. Latinska Amerika i Karibi, regije s najvećom učestalosti ubojstava na svijetu, zabilježile su ih između 2000. i 2017. godine više od 2,5 milijuna.